# Haunted by His Mother-In-Law
Haunted by His Mother-In-Law è un cortometraggio muto del 1913 diretto da Frank Wilson.

## Trama
Un tipo è talmente ossessionato dalla suocera che crede di vederla dappertutto.

## Produzione
Il film fu prodotto dalla Hepworth.

## Distribuzione
Distribuito dalla Hepworth, il film - un cortometraggio di 168 metri - uscì nelle sale cinematografiche britanniche nell'aprile 1913.
Si conoscono pochi dati del film che, prodotto dalla Hepworth, fu distrutto nel 1924 dallo stesso produttore, Cecil M. Hepworth. Fallito, in gravissime difficoltà finanziarie, il produttore pensò in questo modo di poter almeno recuperare il nitrato d'argento della pellicola.